# Hedley Bull
Hedley Bull (* 6. Oktober 1932 in Sydney, Australien; † 18. Mai 1985 in Oxford, Vereinigtes Königreich) war ein australischer Politikwissenschaftler. Er war Begründer der Englischen Schule in den Internationalen Beziehungen.

## Leben
Bull machte 1953 den Magister-Abschluss für Geschichte und Philosophie an der Universität Sydney, wechselte dann nach England, wo er an der University of Oxford Politikwissenschaft studierte. 1955 ging er als Assistent an die London School of Economics and Political Science (LSE). Ab 1957 hielt sich Bull als Stipendiat bei unterschiedlichen internationalen Organisationen auf. 1962 kehrte er als Hochschullehrer (Reader) an die LSE zurück. Ab 1965 wirkte er als Direktor für Rüstungskontrolle und Abrüstung beim Foreign and Commonwealth Office und ab 1967 für zehn Jahre als Professor der politikwissenschaftlichen Disziplin Internationale Beziehungen an der Australian National University in Canberra. Von 1977 bis zu seinem Tode war er schließlich Professor für Internationale Beziehungen in Oxford. 1984 wurde er Mitglied (Fellow) der British Academy.
Nach Bulls Auffassung (und der von ihm begründeten Englischen Schule) ist das internationale Staatensystem nicht nur durch Anarchie geprägt, sondern ebenso durch gemeinsame Interessen, die zur Herausbildung einer mit gemeinsamen Institutionen ausgestatteten „anarchical society“ führen würden. 
Bull prägte unter anderem den Begriff der Domestischen Analogie, mit dessen Hilfe internationale Beziehungen interpretiert werden können.

## Ausgewählte Schriften
- The control of the arms race: Disarmament and arms control in the missile age (1965)
- Strategic studies and its critics (1967)
- Justice in international relations (1984) (1983–84 Hagey lectures)
- The Anarchical Society: A Study of Order in World Politics Third ed.with forewords by Stanley Hoffmann and  Andrew Hurrell.
- Intervention in World Politics (1984)
- The Challenge of the Third Reich (1986) (The Adam von Trott Memorial Lectures)